# 4673 Bortle
4673 Bortle (1988 LF) là một tiểu hành tinh vành đai chính được phát hiện ngày 8 tháng 6 năm 1988 bởi Shoemaker, C. S. ở Palomar.